# 아일레우

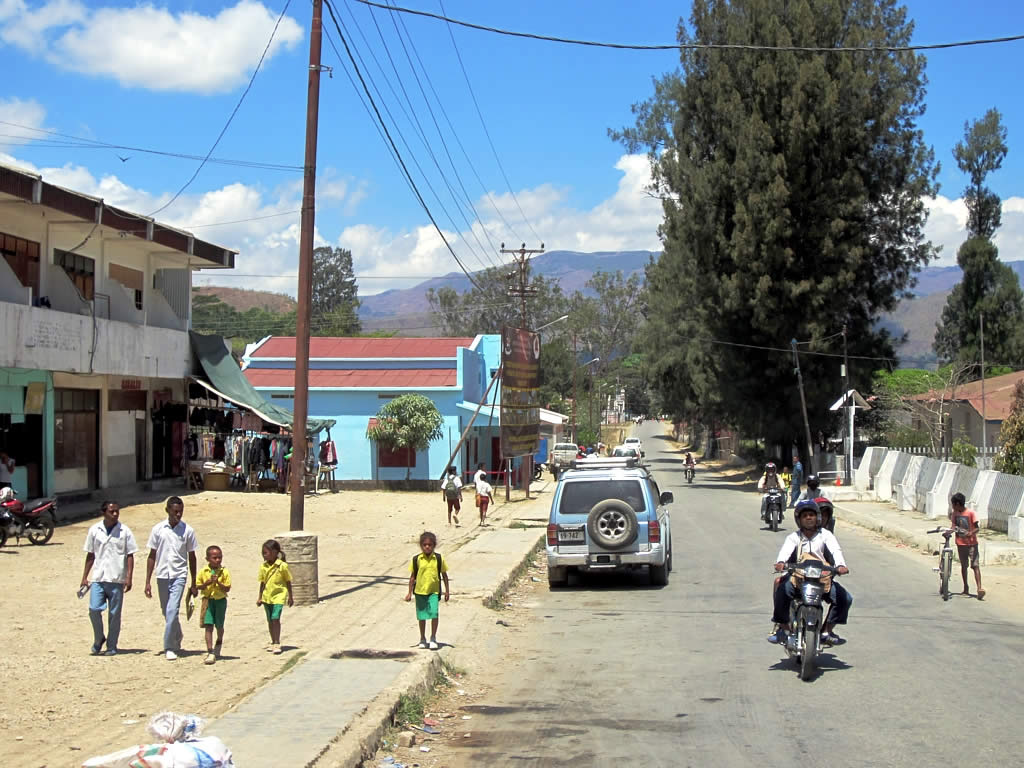
아일레우

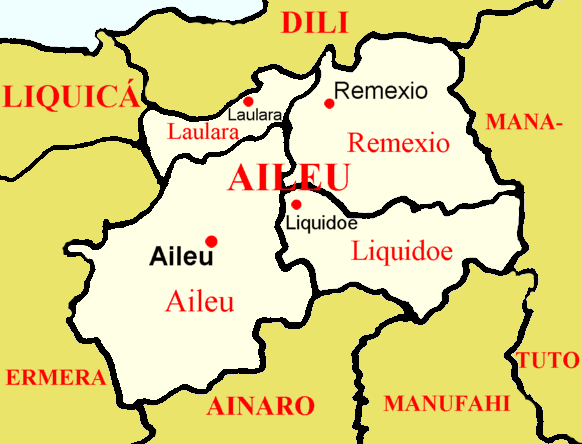
아일레우의 위치

아일레우(포르투갈어: Aileu, 테툼어: Aileu)는 동티모르의 도시로 아일레우현의 현도이며 인구는 2,788명(2010년 기준)이다. 딜리(동티모르의 수도)에서 남서쪽으로 47km 정도 떨어진 곳에 위치한다. 포르투갈령 티모르 시대에는 포르투갈의 정치인인 오스카르 카르모나에서 이름을 딴 빌라제네랄카르모나(Vila General Carmona)라고 불렀다.